# Lizza di Piastreta
La lizza di Piastreta (dite aussi  monorotaia di Piastreta ou monorotaia Denham ou lizza dell'Alto Sella) est  le nom d'une via di lizza mécanisée en 1922 dans les Alpes apuanes.
Auparavant, les blocs de marbre était descendus et retenus par un très long câble.

## La via di lizza
Avec une longueur d'environ 3 500 m, elle est une des plus importantes vie di lizza des apuanes, et son dénivelé est de 1 270 m. Le tracé reliait les carrières de Piastreta situées à 1 580 m sur le Mont Sella (it)  au vieux plan de charge de Renara à la côte 310. En descente, le parcours original était le suivant: Monte Sella carrière de Piastreta, Fosso della Piastrella, Fosso del Chiasso, Canale della Buchetta ou Pianel Soprano et Renara en commune de Massa.
À la côte 995, à travers le canal dit du Fosso del Chiasso la pente peut atteindre les 80 % jusqu'à la fin du parcours: dans cette partie le rail est bordé d'un escalier de 2 500 marches en ciment qui facilitait la montée et la descente des carriers,.

## L'installation
L'installation consistait en un simple monorail stabilisé sur des traverses de bois ou de fer, sur lequel se déplaçait une espèce de traineau mécanique qui avait un conducteur et un moteur ainsi que son propre système de freinage. L'invention de ce système - souvent appelé monorotaia Denham - est due à l'ingénieur anglais Charles Denham,  alors propriétaire des carrières. L'aménagement fut réalisé par l' Officine meccaniche Sesto San Giovanni et fut la seule installation de ce type à être construit. Opérationnel à partir de 1923, son activité cesse en 1936 lorsque Denham est obligé de délaisser ses affaires italiennes, en conséquence aux sanctions économiques imposées à l'Italie à la suite de l'invasion de l'Éthiopie. En 1959, la carrière de Piastreta est rachetée et le parcours du monorail raccourci avec un départ fixé à Pianel Soprano. Rouverte en 1962, la ligne est de nouveau active jusqu'à la construction, en 1975, de la route destinée aux camions,.

## Patrimoine industriel
Actuellement, le tracé de la lizza existe en grande partie. Certaines portions sont encore ferrées et jalonnées d'édifices de maintenance. D'autres ont disparu sous la force des eaux.

vestiges
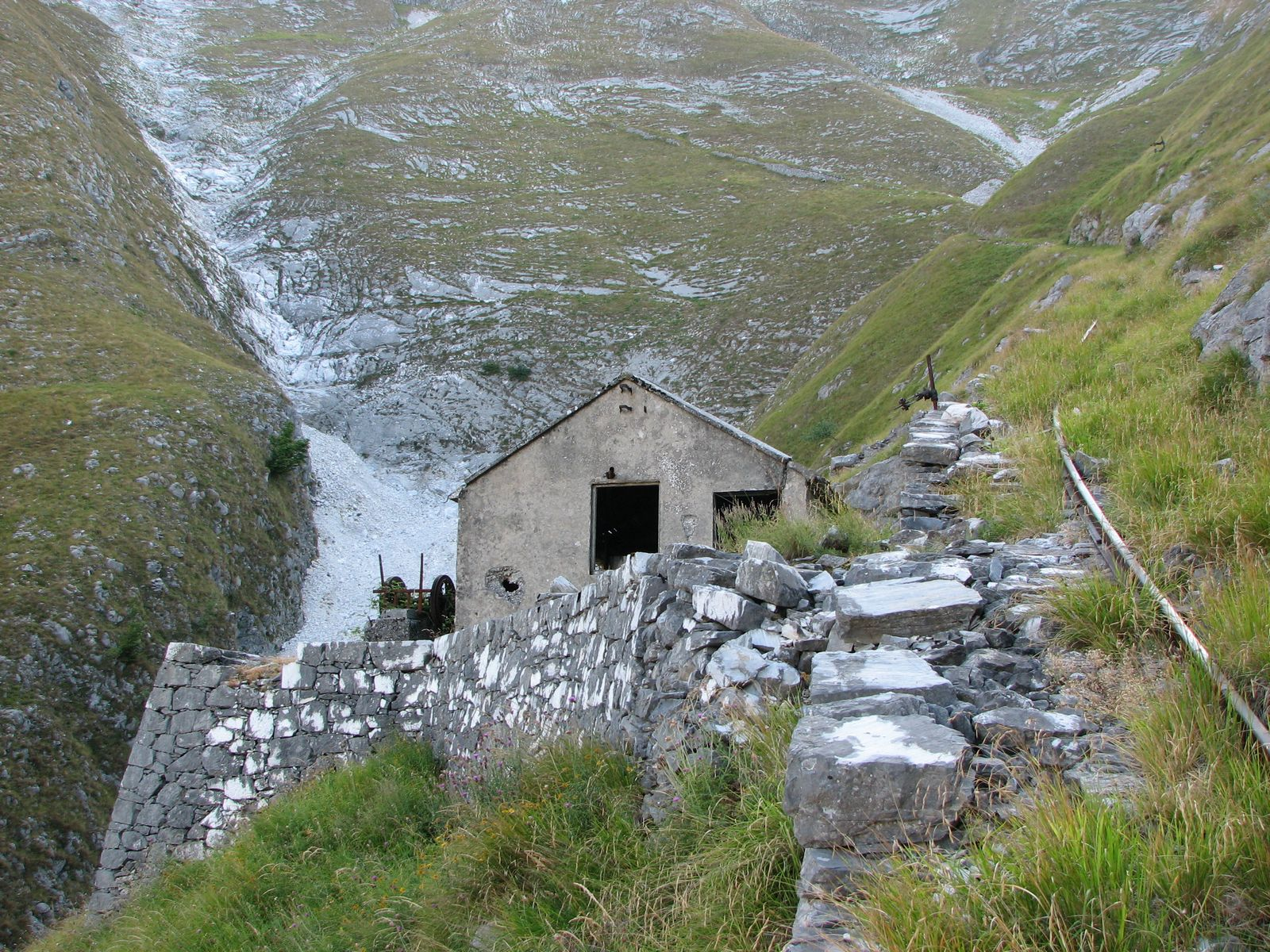
Édifice de service sur la lizza
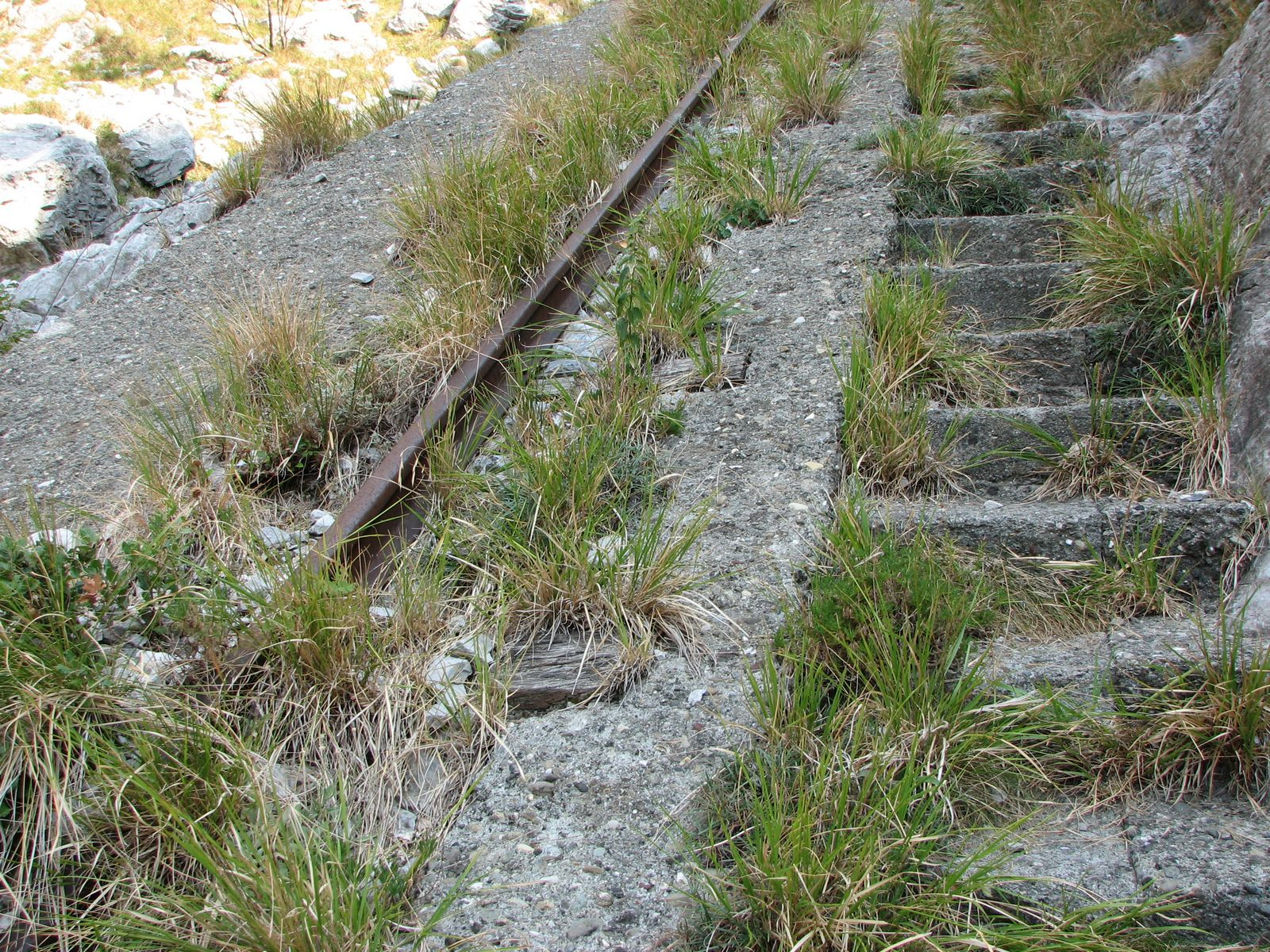
Détails au lieu-dit Fosso del Chiasso
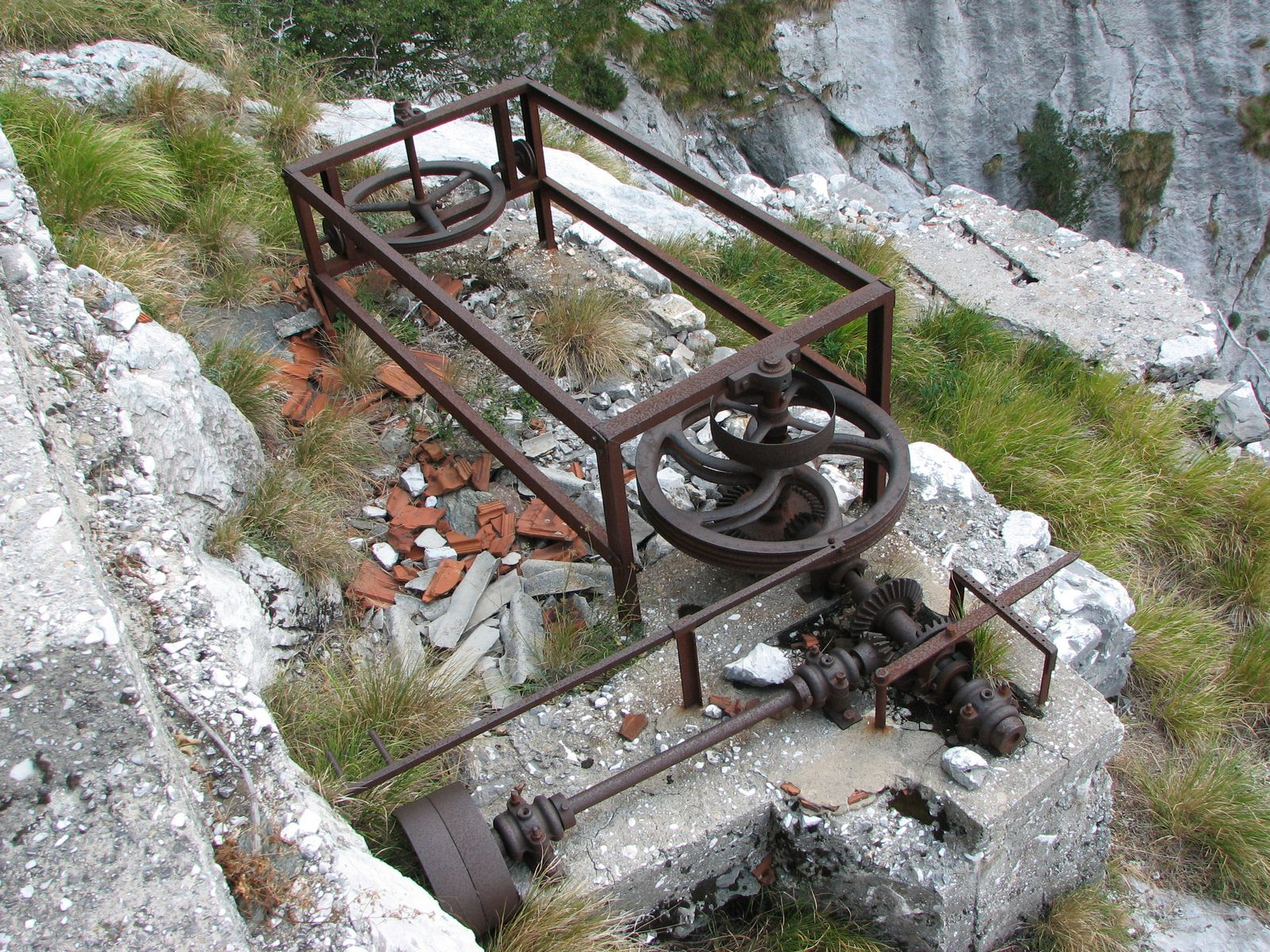
Système de treuil à l'extérieur d'un ancien abri des carriers

La lizza di Piastreta fait partie d'un itinéraire d'archéologie industrielle conseillé par de nombreux sites et de logiciels dédiés à la randonnée en montagne. Depuis 2003, et comme beaucoup de carrières et de lizze du bassin massese, la via lizza di Piastreta est incluse dans le parc archéologique des Alpes apuanes,.